# Roland Anderson
Alf Roland Anderson (Lidköping, 11 mei 1935 – Ytterby, Heestrand, 24 juli 2013) was een Zweedse beeldhouwer.

## Leven en werk
Anderson was zoon van een steenhouwer uit Hunnebostrand, waar hij woonde en werkte. Hij werd ook opgeleid tot steenhouwer en studeerde vervolgens aan de handwerkschool (1961-1963) en kunstacademie Valand (1964-1968) in Göteborg. In 1978 studeerde hij kunstgeschiedenis aan de Universiteit van Göteborg. Anderson verwerkte in zijn beelden veelal staal en steen en maakte daarbij gebruik van geometrische vormen.

## Werken (selectie)
- Ontvanger - Zender (1976), roestvrij staal, in Skara
- IJskristallen (1989) roestvrij staal, stadspark in Gislaved
- Mut (1995-1996), twee beelden binnen en buiten Burgårdens opleidingscentrum in Göteborg
- Open armen, 1984, graniet, steen, Sturenkatu in Göteborg
- Faesberghia fontein, Stadhuisplein in Mölndal

## Galerij

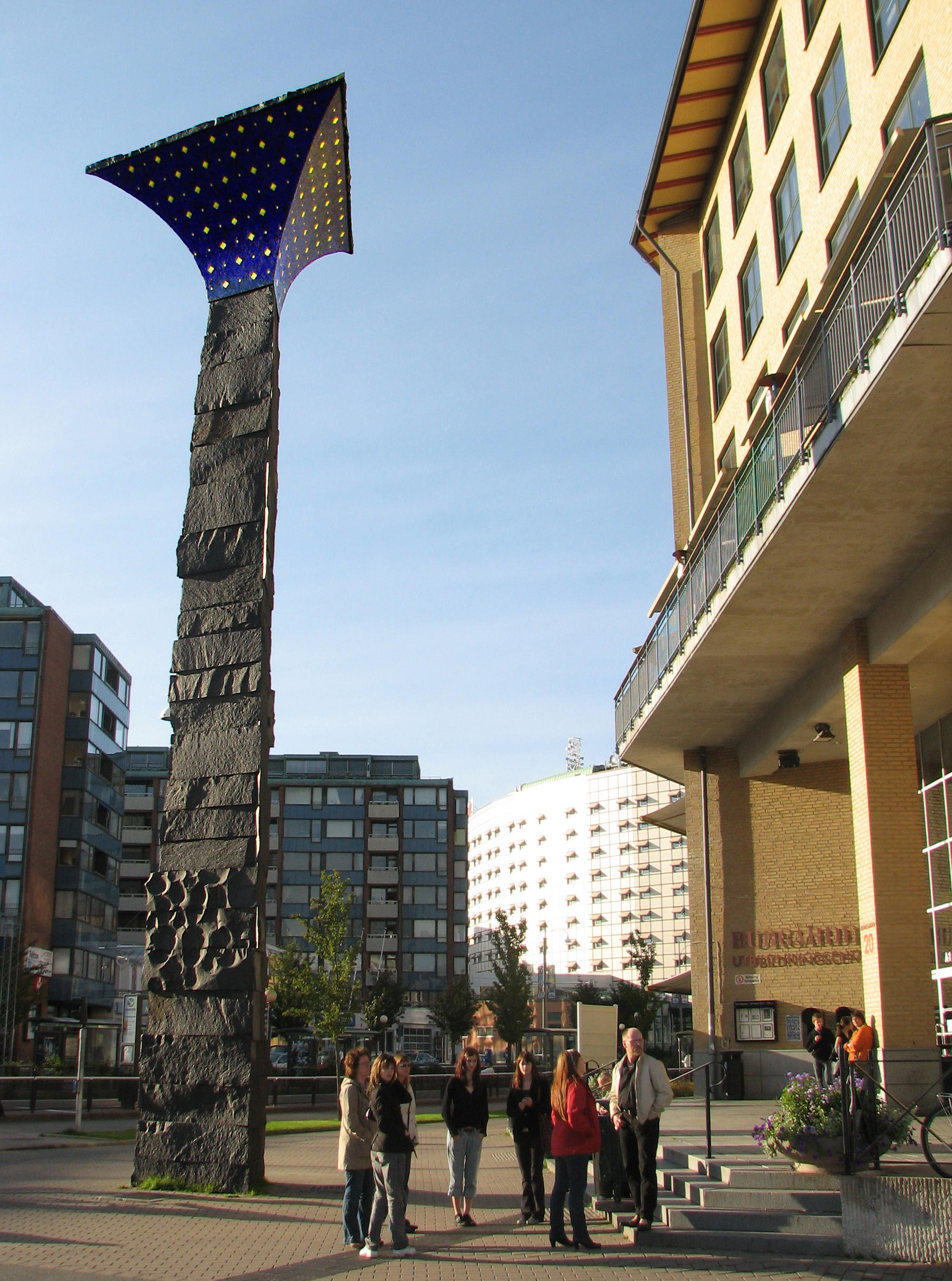
Mut (buiten)
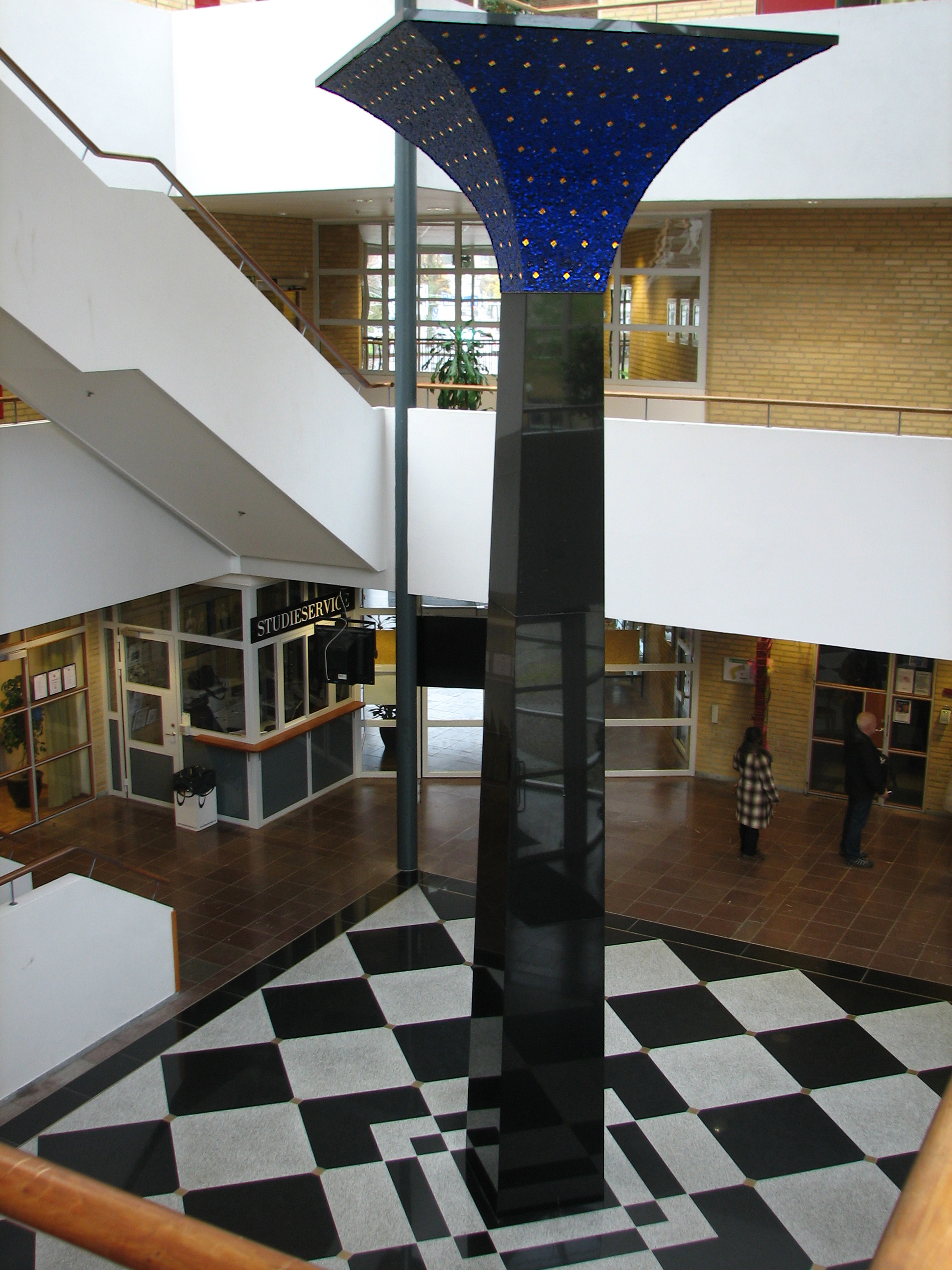
Mut (binnen)
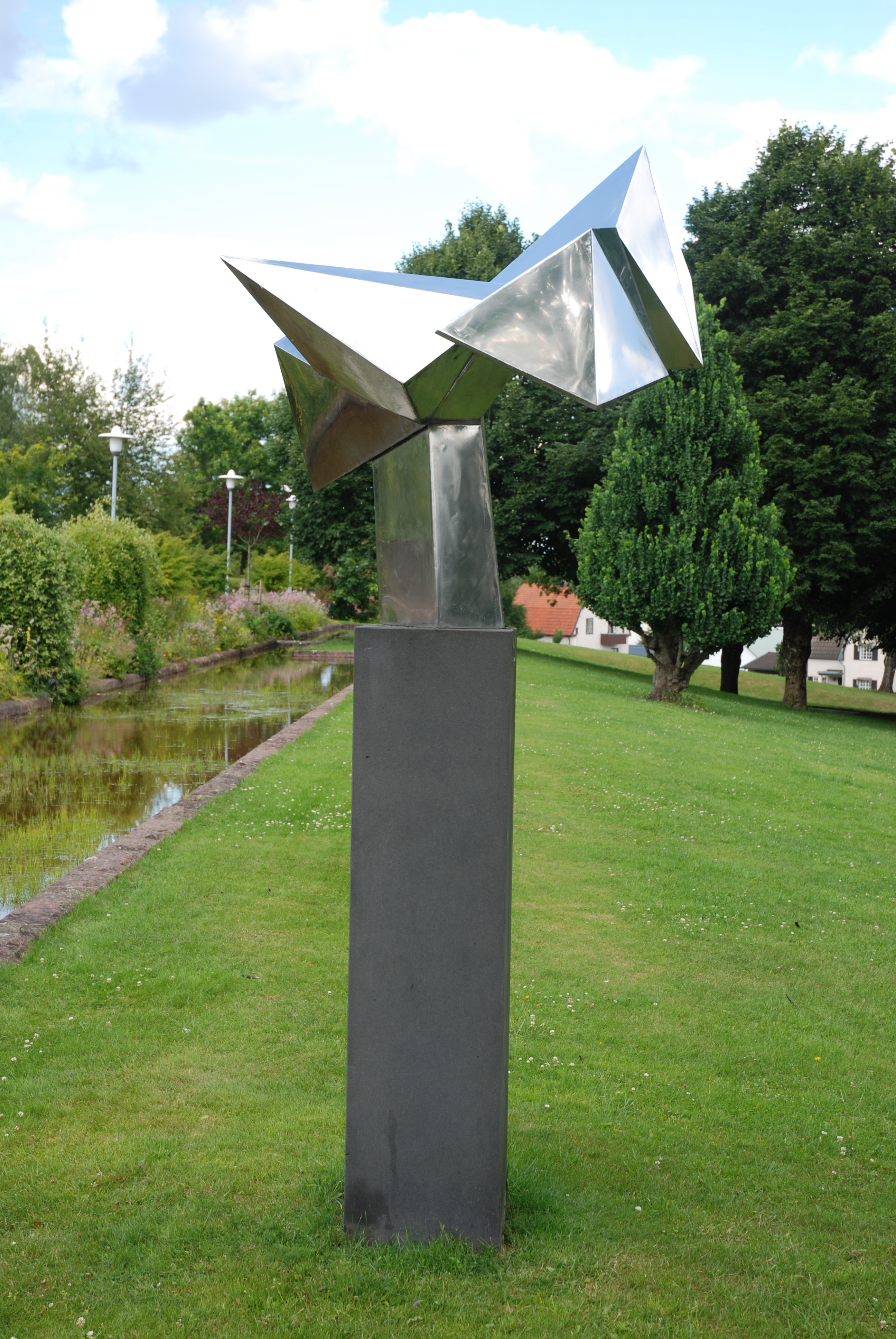
IJskristallen